# متلازمة التقشر الكاذب
متلازمة التقشر الكاذب (بالإنجليزية: Pseudoexfoliation syndrome)‏، التي تُختصر إلى «بّي إي إكس PEX» وأحيانًا إلى «بّي إي إس PES» أو «بّي إكس إس PXS»، هي مرض جهازي مرتبط بالشيخوخة يتظاهر بشكل أساسي في العينين ويتميز بتراكم ألياف البروتين الحبيبي المشابه للأميلويد. السبب غير معروف، على الرغم من وجود تكهنات بوجود أساس وراثي للمرض، وهو أكثر انتشارًا بين النساء والأشخاص الذين تجاوزوا سن السبعين. يختلف انتشاره بين البشر، فعلى سبيل المثال، ينتشر في الدول الاسكندنافية. يمكن أن يؤدي تراكم تكتلات البروتين إلى منع التصريف الطبيعي لسائل العين المسمى بالخلط المائي ما يسبب زيادة في الضغط الذي يؤدي إلى الزرق (الجلوكوما) وفقدان البصر (زرق التقشر الكاذب، زرق التقشر). مع تقدم عمر السكان في جميع أنحاء العالم بسبب التحولات في التركيبة السكانية، قد تصبح هذه المتلازمة مصدر قلق أكبر.

## العلامات والأعراض
قد لا تظهر أعراض نوعية لدى المرضى، وقد يشكون في بعض الحالات من انخفاض في حدة البصر أو تغيرات في مجال الرؤية المتصور، وقد تكون مثل هذه التغييرات ثانوية للأعراض المرتبطة عادةً بإعتام عدسة العين (الساد) أو الزرق أو مختلفة عنها.
تتميز متلازمة التقشر الكاذب برقائق حبيبية صغيرة مجهرية بيضاء أو رمادية، وهي عبارة عن كتل من البروتينات داخل العين تشبه إلى حد ما قشرة الرأس عند رؤيتها من خلال المجهر وتنتجها الخلايا. تكون الرقاقات غير الطبيعية، التي تُقارن في بعض الأحيان بالمواد الشبيهة بالأميلويد، مرئية أثناء فحص عدسة العين من قبل طبيب العيون أو مصحح البصر، وهي المشخصة عادةً. تُرى المادة الرقيقة البيضاء في العديد من الأنسجة البصرية وغير البصرية على حد سواء، كما هو الحال في الغرفة الأمامية للعين، والشبكة التربيقية، والقرص مركزي، وألياف زن المعلقة للعدسة، وغشاء الجسم الزجاجي الأمامي، والنسيج الحدقي والقزحي الأمامي، وأحيانًا القرنية. تكون الرقائق منتشرة على نطاق واسع.
أشار أحد التقارير إلى أن الرقائق الحبيبية كانت ناتجة عن تشوهات الغشاء القاعدي في الخلايا الظهارية، وأنها موزعة على نطاق واسع في جميع أنحاء الجسم لا داخل تركيب العين فقط. هناك بعض الأبحاث التي تشير إلى أنه يمكن إنتاج هذه المادة في الظهارة الصباغية للقزحية، أو الظهارة الهدبية، أو الظهارة الأمامية المحيطية للعدسة. يشير تقرير مشابه إلى أن البروتينات تأتي من العدسة والقزحية وأجزاء أخرى من العين. وجد تقرير في عام 2010 مؤشرات على وجود سطح بصري غير طبيعي لدى مرضى متلازمة التقشر الكاذب، اكتُشف بواسطة طريقة تثبيت صبغة على العين معروفة باسم وردية البنغال.
يمكن أن تسبب متلازمة التقشر الكاذب مشاكل عندما تتعثر الرقائق في «منطقة إسفنجية» تُعرف باسم الشبكة التربيقية وتعرقل سير عملها الطبيعي، وقد تتفاعل مع التغيرات التنكسية في قناة شليم ومع القنوات المجاورة لها. يؤدي الانسداد إلى زيادة الضغط داخل العين عن معدله الطبيعي والذي يمكن أن يتلف بدوره العصب البصري. تنتج العين سائلًا رائقًا يسمى الخلط المائي الذي يُفرغ بطريقة يكون فيها هناك مستوى ثابت من الضغط الآمن داخل العين، لكن يمكن حدوث الزرق إذا ما توقف التدفق الخارجي الطبيعي للسائل. الزرق هو مصطلح شامل يشير إلى الأمراض التي تلحق الضرر بالعصب البصري الواصل بين العين والمخ، والتي قد تؤدي إلى فقدان البصر. في معظم حالات الزرق، الذي يسمى عادة الزرق الأولي مفتوح الزاوية، لا يتدفق السائل خارجًا بشكل طبيعي لكن لا يستطيع الأطباء معرفة سبب الانسداد، أما في متلازمة التقشر الكاذب، فيُعتقد أن سبب الانسداد هو الرقائق. لا تتسبب رقائق متلازمة التقشر الكاذب بحد ذاتها في حدوث الزرق، ولكنها يمكن أن تسبب الزرق بشكل غير مباشر عن طريق منع التدفق الخارجي للخلط المائي، ما يؤدي إلى ارتفاع ضغط العين، وهذا يمكن أن يسبب الزرق. من المعروف أن متلازمة التقشر الكاذب تتسبب في إضعاف التراكيب داخل العين التي تساعد على تثبيت العدسة في مكانها، وتسمى الألياف النطاقية للعدسة (ألياف زن).

## الأسباب
إن سبب زرق التقشر الكاذب غير معروف بشكل عام.
يُعتقد أن متلازمة التقشر الكاذب هي اضطراب جهازي، ربما من الغشاء القاعدي للعين. لاحظ الباحثون رواسب مادة متلازمة التقشر الكاذب في أجزاء مختلفة من الجسم، بما في ذلك الجلد، والقلب، والرئتين، والكبد، والكليتين، وغيرها. ومع ذلك، فإن الأمر المحير هو حدوث متلازمة التقشر الكاذب في عين واحدة فقط أولًا، والذي يسميه العلماء أحادية الجانب، وفي بعض الحالات، تصاب العين الأخرى تدريجيًا، وتسمى عندها ثنائية الجانب. وفقًا لهذا المنطق، إذا كانت متلازمة التقشر الكاذب اضطرابًا جهازيًا، فينبغي أن تتأثر كلتا العينين في نفس الوقت، لكن لا يحدث ذلك.
هناك تقارير متباينة حول مدى وسرعة انتقال متلازمة التقشر الكاذب من عين واحدة إلى كلتا العينين. وفقًا لأحد التقارير، تتطور متلازمة التقشر الكاذب في العين الثانية في 40% من الحالات. كان هناك تقرير متناقض حول إمكانية العثور على متلازمة التقشر الكاذب في كلتا العينين في جميع الحالات تقريبًا إذا ما استُخدم مجهر إلكتروني لفحص العين الثانية، أو إذا أُجريت خزعة من الملتحمة، ولكن مدى الإصابة بمتلازمة التقشر الكاذب للعين الثانية كان أقل بكثير من الأولى. أشار تقرير مختلف إلى أن ثلثي مرضى متلازمة التقشر الكاذب كان لديهم رقائق في عين واحدة فقط. في دراسة واحدة طويلة الأمد، دُرس المرضى الذين يعانون من متلازمة التقشر الكاذب في عين واحدة فقط، ووُجد أنه مع مرور الوقت تحولت 13% من الحالات إلى اصابة كلتا العينين بمتلازمة التقشر الكاذب. يعتقد العلماء أن المستويات المرتفعة من هوموسيستين البلازما هو عامل خطر للإصابة بأمراض القلب والأوعية الدموية، ووجدت دراستان ارتفاع مستويات هوموسيستين البلازما عند مرضى متلازمة التقشر الكاذب، أو ارتفاع تراكيز الهوموسيستين في سائل الدمع الذي تنتجه العين.
هناك تكهنات تقول إن متلازمة التقشر الكاذب قد تكون ناجمة عن تلف تأكسدي ووجود جذور حرة، على الرغم من أن الطبيعة الدقيقة لكيفية حدوث ذلك لا تزال قيد الدراسة. وجدت الدراسات التي أجريت على مرضى متلازمة التقشر الكاذب انخفاضًا في تركيز حمض الأسكوربيك، وزيادة في تراكيز مالونديالديهايد، وزيادة في تراكيز 8 إيزو بروستاغلاندين إف 2 إيه.
هناك تكهنات أخرى حول أن الوراثة قد تلعب دورًا في متلازمة التقشر الكاذب. إن الجاهزية لتطوير متلازمة التقشر الكاذب لاحقًا في الحياة قد تكون خاصية وراثية. اقترح أحد التقارير أن المكون الوراثي «قوي». ربطت إحدى الدراسات التي أُجريت في أيسلندا والسويد متلازمة التقشر الكاذب مع تعدد الأشكال في الجين LOXL1. اقترح تقرير وجود جين محدد يدعى LOXL1 وهو أحد أفراد عائلة الإنزيمات التي تلعب دورًا في ربط الكولاجين والإيلاستين داخل الخلايا. كان LOXL1 مسؤولًا «بشكل كامل عن وراثة» متلازمة التقشر الكاذب، وفقًا لأحد المصادر.
اكتُشفت اثنتان من الطفرات المتميزة التي تغيرت فيها النيوكليوتيدات المفردة، أو التي تسمى النيوكليوتيدات المفردة متعددة الأشكال أو (إس إن بّي SNP)، عند الشعوب الاسكندنافية وأُكدت عند شعوب أخرى، ويمكن أن تلعب دورًا في ظهور متلازمة التقشر الكاذب.
يسمى الجين LOXL1 ... نظرًا إلى أن متلازمة التقشر الكاذب ترتبط بخلل في المطرس خارج الخلوي والغشاء القاعدي، يمكن أن يلعب هذا الجين دورًا في الفيزيولوجيا المرضية للحالة. - الدكتور ألينغهام
يستقصي الباحثون فيما إذا كانت هناك عوامل أخرى مؤثرة في ظهور أعراض المتلازمة مثل التعرض للأشعة فوق البنفسجية، أو العيش في المناطق الشمالية، أو الارتفاع عن سطح البحر. اقترح أحد التقارير أن المناخ لم يكن عاملًا مرتبطًا بمتلازمة التقشر الكاذب. اقترح تقرير آخر وجود صلة محتملة لأشعة الشمس بالإضافة إلى استجابة مناعية ذاتية محتملة، أو ربما فيروس ما.